# Álvaro Montero
Álvaro David Montero Perales (ur. 29 marca 1995 w El Molino) – kolumbijski piłkarz występujący na pozycji bramkarza, reprezentant Kolumbii, od 2022 roku zawodnik Millonarios.